# 李默 (作家)
李默（1951年2月28日—），原名李楚君，另有筆名秦楚，祖籍廣東梅縣，湖南長沙出生，香港作家。她亦是藝人李珊珊的姑母。

## 生平
李默是家中獨女，出生後與家人來港居住，曾就讀於粉嶺公立學校及珠海學院（中學部），於1970年代畢業於國立臺灣師範大學中國文學系。她由中學開始寫作，在大學時第一次發表作品，回港後亦常在報紙發表文章。由1975年開始，歷任電台電視節目主持，電影電視編劇及客串演出，著名影評人及作家。 1985年間赴紐約進修演藝，並為當地華人電視台拍攝主持廿多輯藝術節目。 其後常作舞台上的演出，包括：話劇、舞蹈、詩詞朗誦，以及填寫歌詞（如：天若有情、海上花...）。1990年創立「香港文化藝術工作者聯合會」，積極爭取、監督、推廣本港的文化政策，94年獲寫作界推選為代表進入「藝術發展局」（第一屆）。
她曾於香港演藝學院電視及電影系任教創意寫作，亦曾在很多中學開辦創意寫作工作坊；曾於2004年在香港人民廣播電台主持「李默·生活·藝術·社會」。

## 外部連結
- 李默的Facebook專頁
- 李默網誌 （页面存档备份，存于）